# Rouge neutre
Le rouge neutre (ou rouge de toluylène ou rouge basic V, ou Basic Red 5) est un composé chimique non toxique (aromatique hétérocyclique), souvent utilisé comme colorant ou indicateur coloré par les biologistes.

## Usages
C'est un indicateur coloré de pH.
Sa couleur évolue du rouge au jaune quand le pH passe de 6,8 (légèrement acide) à un pH plus basique (8,0).
| Couleurs du rouge neutre | forme acide rouge | zone de virage pH 6.8 à pH 8.0 | forme basique jaune-orangé |

## Histologie
Il est utilisé comme colorant généraliste en histologie, pour rendre certains détails visibles au microscope optique. Seul ou combiné à d'autres colorants, il colore : 
- les lysosomes en rouge [4] ;
- les tissus embryonnaires (en combinaison avec le colorant Vert Janus B ;
- le sang (pour la coloration supravitale d'échantillons de sang) ;
- l'appareil de Golgi à l'intérieur de cellules ;
- les corps de Nissl dans les réseaux de neurones ou un neurone ;
- la vacuole des cellules végétales.

### En microbiologie
Mélangé à l'agar-agar de MacConkey, il permet de différencier les bactéries impliquées dans la fermentation du lactose. Il est alors généralement introduit sous forme de sel (chlorure).

## Comme colorant vital
Chez certains animaux, il peut être difficile de distinguer un animal mort d'un animal moribond. Dans un organe malade, il peut être utile de pouvoir distinguer les cellules mortes des cellules vivantes. Dans ces deux cas, le « rouge neutre » peut être utilisé pour différencier les cellules vivantes qui intégreront le rouge neutre dans leurs lysosomes, des cellules mortes qui ne l'intègrent pas. 
Plus une cellule est proche de la mort cellulaire, plus sa capacité à intégrer le rouge neutre diminue.
Les cellules végétales vivantes sont capables de fixer le colorant dans la vacuole. Le colorant est alors utilisé pour matérialiser la vacuole dans le cytoplasme et permet l'étude des états de plasmolyse et turgescence cellulaire.

### En virologie
Il est également utilisé pour colorer les plaques de cultures cellulaires utilisées pour le titrage de virus.